# 서승현 (1979년)

서승현（Seunghyun Seo 徐承賢、1979年~）은 한국의 보안전문가이다. 화이트해커. 대한민국 경기도 출신. 
Hackerlab연구원, Hackerslab Free Hacking Zone운영자, 해커스랩 해커아카데미 강사, KHDP공동운영자, PanicSecurity 창업자등 여러분야에서 활약하였다.
1998년 인하대학교 컴퓨터공학부 입학. UNIX 보안리서치그룹  IGRUS를 설립하고 활발한 집필활동을 했다. Format string attack과 Heap overflow attack, 64bit Stack overflow 등 당시 생소했던 해킹기법을 국내에 처음 소개했고 그 후 한국 해커커뮤니티에 문서를 쓰는 문화에 많은 영향을 주었다고 한다.   
2001년 한국정보보호진흥원과 KAIST가 주최한 CTF대회 세계정보보호 올림피아드 2001 에서 오정욱씨등이 함께한 Syrinx팀으로 대회를 우승. 그이후에 Hackerslab에 보안컨설턴트로써 입사하고 처음으로 보안업계에 종사하게 된다. 해커스랩의 FHZ의 Admin을 담당했고 해킹대회 King of Fighters 2001의 대회운영을 했다.   
2004년 Webzen으로 이직후, 어플리케이션 시큐리티 엔지니어로 활동하며 전용 게임보안 솔루션을 만들었다. PanicSecurity에서는 PS ScanW3B을 설계하고 IGRUS 동아리 후배들과 공동개발했다.  
2007년 일본으로 건너가 LINE株式会社 에서 보안엔지니어로써 LINE 메신져 및 LINE 게임보안을 담당했다.  
2011년 일본의 게임회사 グリー株式会社으로 이직후, GREE 플랫폼과 게임, GREE의 미국지사인 Funzio의 보안을 담당했다.   
회사에 재직중에도 CONCERT, HITCON, SECUINSIDE, AVTOKYO등 국내외 국제보안 컨퍼런스에서 매번 새로운 주제로 스피커로 등단하는등 꾸준한 보안활동을 했다.    
2023년 3월에 일본의 AI-OCR 회사 株式会社AKUODIGITAL의 取締役CTO로 취임했다.